# Quexco
Quexco ist eine Holding mit Sitz in Dallas. Mit seinen Tochterunternehmen in Nordamerika, Europa und Südafrika ist Quexco der weltweit größte Blei-Hersteller. Die Firma gehört überwiegend Howard Meyers, der auch die Geschäfte führt.
Zu den Töchtern zählen:
- RSR Corporation, einer der größten Bleihersteller in den USA mit Hütten in Kalifornien, Indiana, New York und Texas,
- Eco-Bat Technologies, mit Hütten in Europa und Südafrika, und
- RSR Technologies, ein Technologieunternehmen im Metallbereich.